# Namenszusatz
Namenszusätze sind vor oder hinter dem Namen einer Person, einer geographischen Bezeichnung oder einer Sache vermerkte Beifügungen. Nachstehende Formen sind als Beispiele dargestellt:

## Personen
Zu den wichtigsten Namenszusätzen zu Personennamen gehören die Titel aller Art, die akademischen Grade und die Beinamen.

### Ursprüngliche Herkunftsbezeichnungen
Ursprünglichste Form des Namenszusatzes ist der Herkunftsname als Sippenzugehörigkeit oder Wohnstättenname, also etwa die germanischen Bildungssilben ‑er/‑inger, ‑mann, denen heute ein wörtlich zu verstehendes von entspricht (ndl. de, ten, van, van’t; frz. de, de l’, du, de la; ital. di, del, dello, della, dei, delle, da, dal usw., keltisch O’, Mc). Aus den Herkunftsnamen entwickelt sich das Adelsprädikat.
Noch im 18. Jahrhundert war in manchen Gebieten Europas die heutige Zweinamigkeit noch nicht etabliert. So wurden Patronyme (Vatersnamen, z. B. Petersen) in der Art eines „Namenszusatzes“ verwendet, der in jeder Generation wechselt: Carl Petersen bedeutete ursprünglich „Carl, der Sohn des Peter“. Isländische Personennamen werden bis heute auf diese Weise gebildet.
Die alten Bildungssilben und Kennzeichnungen werden heute im Allgemeinen nicht mehr als Namenszusatz aufgefasst, sondern als Teil des Namens beziehungsweise als Familienname.

#### Verschmelzung und alphabetische Einordnung
Die heutigen Zusätze werden in der alphabetischen Auflistung in der Regel nicht berücksichtigt. Ursula von der Leyen erscheint dann als Leyen, Ursula von der. Landschaftlich oder national kann es Abweichungen davon geben. So betrachtet man in Belgien den gesamten Nachnamen als eine Einheit, die mit einem Großbuchstaben begonnen wird: Ursula Von Der Leyen, mit der Auflistungsform: Von Der Leyen, Ursula.
Manchmal, häufig im Romanischen, kommen beide Formen vor: da Vinci, de Gaulle, aber (Von der Ach →) Vonderach, Vanderbilt, (De la Lande →) Delalande. Sie werden inkonsequent notiert und sortiert: DeBeers – De Beers, DeSoto – De Soto, De’Longhi – DeLonghi usw.
Nordische und russische Vaternamen (und Mutternamen) gelten als vollwertiger Name.
Arabisch ibn oder jüdisch/semitisch ben „Sohn des“ gilt als Zusatz. Arabisch al bzw. ad „des“ steht durch Umschrift in beiden Formen: Alāʾ ad-Dīn → Aladin, Al-Chwarizmi, Salah ad-Din → Saladin.
Chinesische und koreanische Namen werden standardmäßig mit dem Clannamen vorn angegeben und danach sortiert. So wird etwa Mao Zedong (Familie Mao, Generation Ze, Personalname Dong) als voller Name unter M einsortiert. Historische Pseudonyme wie Kǒng (Fū-)Zǐ („Meister Kong“ oder „Kong der Lehrmeister“) werden hingegen als geschlossene Form einsortiert (unter K, wie Konfuzius).

### Adelstitel
Adelstitel sind die Hierarchiebezeichnungen des Adels (Kaiser, König, Fürst usw.). Sie sind neben der Standesbezeichnung auch im Sinne eines Amtstitels zu verstehen.
Die heute noch bestehenden Monarchien verwenden Adelstitel sowohl erblich, als auch durch Verleihungen (beispielsweise der englische Sir), funktionsgebunden oder als reine Auszeichnung. Nach deutschem Recht werden sie seit der Abschaffung der Vorrechte des Adels mit der Weimarer Verfassung als Namensbestandteil weitergeführt, in Österreich wurden sie mit dem Adelsaufhebungsgesetz 1919 gänzlich verboten – anerkannt sind hier nur die im Ausland zulässigen Titel, einschließlich der deutschen Namensbestandteile. In der Schweiz (Alte Eidgenossenschaft) wurden Adelstitel 1798 verboten. Ähnliche Regelungen gibt es in vielen europäischen, wie auch außereuropäischen ehemaligen Monarchien.

### Berufstitel
Einem Personennamen beigefügte Namenszusätze (Amtstitel, Mandatskürzel) werden direkt vor oder hinter den Namen geschrieben und sind keine Namensbestandteile und stehen, anders als im Englischen ohne vorangestelltes Komma.

#### Deutschland
- Erika Mustermann MdB – Namenszusatz steht für Mitglied des Deutschen Bundestages
- Erika Mustermann MdL – Mitglied des Landtages
- Erika Mustermann MdEP – Mitglied des europäischen Parlaments
- Erika Mustermann MdA – Mitglied des Berliner Abgeordnetenhauses
- Erika Mustermann MdHB – Mitglied der Hamburgischen Bürgerschaft
- Erika Mustermann MdBB – Mitglied der Bremischen Bürgerschaft
- Erika Mustermann StB – Steuerberater
- Erika Mustermann WP – Wirtschaftsprüfer
- Erika Mustermann RA – Rechtsanwalt
- Erika Mustermann FA für ...-recht – Rechtsanwalt mit Zusatzqualifikation für ein bestimmtes Rechtsgebiet (Fachanwalt)

#### Österreich
In Österreich sind Berufstitel staatliche Auszeichnungen:
- HR Mustermann – Hofrat
- Prof. Mustermann – Professor
- Univ. Prof. Mustermann – Universitätsprofessor

Auch Amtstitel werden in Österreich traditionellerweise angeführt, hierbei stehen die Titel in der Reihenfolge Amtstitel – Berufstitel – akademischer Grad:
- Abg. z. NR Mustermann – Abgeordneter zum Nationalrat Mustermann
- LAbg. HR Dr. Mustermann – Landtagsabgeordneter Hofrat Dr. Mustermann

### Akademische Grade
Akademische Grade und Berufsbezeichnungen sind keine Namensbestandteile. Namenszusätze stehen in deutschsprachigen Texten, anders als im Englischen, ohne vorangestelltes Komma.
- Hans Hansen B. Sc. – Bachelor of Science
- Hans Hansen B. A. – Bachelor of Arts
- Hans Hansen B. Ed. – Bachelor of Education
- Hans Hansen B. Eng. – Bachelor of Engineering
- Hans Hansen LL. B. – Bachelor of Laws
- Hans Hansen M. Sc. – Master of Science
- Hans Hansen M. Res. – Master of Research
- Hans Hansen MPH – Master of Public Health
- Hans Hansen M. A. – Master of Arts
- Hans Hansen M. Ed. – Master of Education
- Hans Hansen M. Eng. – Master of Engineering
- Hans Hansen M. B. A. – Master of Business Administration
- Hans Hansen M. Div. – Master of Divinity
- Hans Hansen MAS – Master of Advanced Studies
- Hans Hansen M. Theol. – Magister Theologiae
- Dipl.-Ing. Katharina Sander – Diplomingenieurin (in Österreich auch: DI Katharina Sander)
- Franz Kraxlhuber M. A. – Magister Artium
- Mustermann LL. M. – ursprünglich Legum Magister, heute häufiger bekannt als Master of Laws
- Hans Mustermann DBA oder Hans Mustermann Dr. B.A. – Berufsdoktorat (Doctor of Business Administration) ohne Promotion. Einige Universitäten und Hochschulen bieten den DBA auch in einer Form an, die es ermöglicht, den Titel "Dr." vor dem Namen ohne Zusatz anstelle der Endung DBA zu führen. Dann wäre es statt Hans Mustermann DBA ein Dr. Hans Mustermann. Auch hier entspricht es keiner Promotion.
- Dr. Hans Mustermann – Promotion
- Hans Mustermann Ph.D. – wissenschaftlicher Doktorgrad in vorwiegend englischsprachigen Ländern.
- PhDr. Hans Mustermann – so genannter „kleiner Doktorgrad“ auf zweiter Stufe des Bologna-Prozesses, verliehen von einer Hochschule in Bratislava (Slowakei) – keine Promotion

#### Abgrenzung
- Professor ist kein akademischer Grad, sondern eine Amtsbezeichnung. Aus Gründen des Respekts wird auf eine Abkürzung oft verzichtet. So ergibt sich etwa Professorin Dr. Musterfrau – Professor.
- Privatdozent, kurz PD oder Priv.-Doz., ist ebenfalls kein akademischer Grad. Diese Bezeichnung geht einer ordentlichen Professur oft voraus und fällt weg, wenn ein Ruf zum Professor angenommen worden ist.

##### Deutschland
Doktorgrad, Ordensname und Künstlername sind die einzigen Zusätze, die gemäß § 4 deutschem Passgesetz im Reisepass und anderen Dokumenten abseits des Namens auf Antrag eingetragen werden können. In der „Zone für das automatische Lesen“ werden sie nicht berücksichtigt. Ein Anspruch auf Anrede mit diesem Grad bzw. den Namen besteht auch im Falle eines Eintrags nicht.

##### Österreich
Akademische Grade sind nach § 37 Abs. 2 PStG 2013 „auf Verlangen einzutragen, wenn ein solcher Anspruch nach inländischen Rechtsvorschriften besteht“. Diese Bestimmung wurde inhaltlich § 10 Abs. 2 des alten PStG entnommen, wonach unter denselben Bedingungen akademische Grade „dem Namen beizufügen“ waren.
Eintragungsgrundlage nach Urkundenrecht sind § 6 Abs. 1–3 Personenstandsverordnung (PStV) sowie die Eintragungsrichtlinien 2009 des Bundesministeriums für Wissenschaft und Forschung (BMWF). Nach diesen Bestimmungen gibt es zwar keine Eintragungspflicht, es besteht jedoch ein gesetzliches Recht auf Beifügung des akademischen Grades zum Namen und zur Eintragung in (Personenstands-)Urkunden und in anderen amtlichen Dokumenten.
Nach § 365a Abs. 1 Ziffer 3 Gewerbeordnung werden im Gewerberegister neben dem akademischen Grad bzw. der Standesbezeichnung (siehe nachstehend) auch akademische Berufsbezeichnungen eingetragen.

### Ingenieur
Die Bezeichnung Ingenieur ist in Deutschland als Berufsbezeichnung und in Österreich als Standesbezeichnung definiert. Die gesetzliche Regelung findet sich in den Ingenieurgesetzen der Länder (Deutschland) bzw. in einem Bundesgesetz (Österreich).

#### Österreich: Ingenieur als Standesbezeichnung
Bei Nachweis der Voraussetzungen nach (aktuell) Ingenieurgesetz 2006 (IngG 2006) wird in Österreich die Berechtigung zur Führung der Standesbezeichnung Ingenieur verliehen. Übergangsweise wurden 1994 die Standesbezeichnungen Diplom-HTL-Ingenieur und Diplom-HLFL-Ingenieur eingeführt, die bis 2007 verliehen wurden. Die weiblichen Formen sind nach IngG 2006 bzw. § 6 Abs. 4 PStV mit Ingenieurin, Diplom-HTL-Ingenieurin und Diplom-HLFL-Ingenieurin festgelegt. (Analog der akademische Grad Diplomingenieur – Diplomingenieurin.)
Als Namensbeifügungen sind die Standesbezeichnungen den akademischen Graden gleichgestellt.
Sie sind nach § 10 Abs. 2 PStG „dem Namen beizufügen, wenn ein solcher Anspruch nach inländischen Rechtsvorschriften besteht“. Eintragungsgrundlage nach Urkundenrecht sind § 6 Abs. 4 PStV sowie Ziffer 1 lit. b. sublit. cc. Eintragungsrichtlinien 2009 des BMWF. Nach diesen Bestimmungen gibt es zwar keine Eintragungspflicht, es besteht jedoch ein gesetzliches Recht auf Beifügung der Standesbezeichnung zum Namen und zur Eintragung in (Personenstands-)Urkunden und in anderen amtlichen Dokumenten.

### Meistertitel

#### Handwerksmeister
Wird von den deutschen Handwerkskammern nach erfolgreicher Meisterprüfung vergeben.
- Elektrotechniker-Meister / Augenoptikermeister Max Mustermann / Max Mustermann, Meister im Orthopädieschuhmacher-Handwerk

Von der Handwerkskammer Wiesbaden wurde das Kürzel me. als Kurztitel für „Meister im Handwerk“ markenrechtlich geschützt. Es darf allein von Handwerksmeistern als Hinweis auf ihre fachliche Qualifikation vor dem Namen geführt werden.
- me. Eva Mustermann, Meisterin im Bäckerhandwerk, me. Hans Lehmeier, Installateur- und Heizungsbauermeister

#### Industriemeister
Wird von den deutschen IHKs nach erfolgreicher Meisterprüfung vergeben.
Z. B. Industriemeister Elektrotechnik/Industriemeister Metall Max Mustermann

### Studentische Zirkel
Zu den Namenszusätzen zählen auch die studentischen Zirkel.

### Religiöse Bezeichnungen
- Erika Mustermann OFS – Angehörige des Ordo Franciscanus Saecularis
- Franz von Hummelauer SJ – Societas Jesu, also Mitglied des Jesuitenordens
- Sr. M. Restituta – Schwester Maria Restituta; anstelle des bürgerlichen Vornamens der mit der Einkleidung oder Profess angenommene Ordensname

- HPs Martha Musterfrau – Hohepriesterin (das ‚s‘ kommt hierbei vom engl. High Priestess)
- HP Hans Mustermann – Hohepriester
- HPs Demeter – Hohepriesterin Demeter; anstelle des bürgerlichen Namens angenommener magischer Name

Amtstitel kirchlicher Würdenträger aller Konfessionen stehen in Österreich vor dem Namen und vor dem akademischen Grad:
- Univ.-Prof. Prälat Dr. Mustermann.

### Post-Nominals
Im Commonwealth ist es üblich, dass Personen mit bestimmten Verdienstorden oder ernannte Mitglieder von Gelehrtengesellschaften, sogenannte Fellows, ein oder mehrere Kürzel als Namenszusatz (post-nominal) tragen:
- Stephen Hendry MBE – Member of the Order of the British Empire
- Charles Chaplin KBE – Knight Commander of the Order of the British Empire
- Randolph Quirk FBA – Fellow of the British Academy
- Sir Gordon Conway FRGS – Fellow of the Royal Geographical Society
- William Whitelaw, 1. Viscount Whitelaw KT, CH, MC, PC – Knight of the Thistle, Mitglied des Order of the Companions of Honour, Träger des Military Cross, Mitglied des Privy Council

### Namensbeizeichen zur amtlichen Unterscheidung Gleichnamiger
Im Großherzogtum Hessen gab es seit 1832 eine Verordnung, die Bezeichnung gleichnamiger Ortsbürger betreffend, die die Verwendung römischer Ordinalzahlen (I., II., III., … IX. usw.) als „Namensbeizeichen“ zur Unterscheidung gleichnamiger Personen am gleichen Wohnort – vor allem in Steuersachen – festlegte. Diese Nummerierungen wurden in der Folge auch in die Geburts-, Heirats- und Sterberegister und in sonstige amtliche Dokumente übernommen, wodurch sie häufig auch in genealogischer Literatur auftreten; sie beziehen sich nicht (bzw. nur in Ausnahmefällen) auf die Namensabfolge innerhalb einer Familie, wie dies bei der Zählung bei Adelsnamen (Friedrich III. u. ä.) der Fall ist. Dem unterschiedlichen Rechtsstatus von Männern und Frauen in jener Zeit entsprechend, finden sich die Namensbeizeichen nur bei männlichen Personen. – Häufig ist das Namensbeizeichen in amtlichen Dokumenten auch als Wort ausgeschrieben.
- Georg Jacob Strauß II., Landwirt und Musiker
- Adam Seelinger IX., Abgeordneter der 2. Kammer der Landstände des Großherzogtums Hessen
- Johann Adam Heß, Erster, Ackersmann (in einem Sterberegister)

Im Jahr 1829 war im Kurfürstentum Hessen bereits in einer Verordnung über die Führung der Kirchen- und Pfarrbücher die Nummerierung zur Personenunterscheidung – allerdings lediglich als Option – eingeräumt worden.

### Genealogische Zusätze
Vor allem in der Ahnenforschung und (geschichtliche) Familienforschung schreibt man bei gleichnamigen Personen, im Besonderen bei Vater und Sohn, einen Namenszusatz hinter den Nachnamen (im Deutschen ohne Komma, im Englischen oft mit Komma).

#### Deutsch
- senior, auch kurz sen. (auch sr. oder snr.) – lateinisch senior bedeutet ‚älter‘ (Komparativ zu senex ‚alt‘)
- junior, auch kurz jun. (auch jr. oder jnr.) – lateinisch iunior bedeutet ‚jünger‘ (Komparativ zu iuvenis ‚jung‘)

Die deutschen Entsprechungen sind:
- der Ältere, kurz d. Ä.
- der Jüngere, kurz d. J.

Beispiel:
- Hans Holbein der Ältere und Hans Holbein der Jüngere waren Vater und Sohn.

Diese Formen werden auch bei unklarer Genealogie sowie bei nicht verwandten Zeitgenossen verwendet.
Beispiel:
- Jakobus der Ältere und Jakobus der Jüngere waren zwei nicht näher verwandte Jünger Christi. Jakobus der Ältere wird daher lateinisch Iacobus maior genannt, nicht Iacobus senior.

#### Englisch
- Senior [ˈsiː.njə(r)] oder (USA) Sr., (UK) Snr., oder Sen., seltener Senr. und auch the Elder
- Junior [dʒuːniə(r)] oder (USA) Jr., (UK) Jnr., oder Jun., und auch the Younger

Im Englischen werden die Zusätze sowie die Abkürzungen immer großgeschrieben, in den USA meistens auch mit einem Punkt am Ende. Die Abkürzungen können mit (USA meistens) oder ohne Komma (UK meistens) geschrieben werden, also Smith Jr. oder Smith, Jr. Sie werden praktisch nie bei Frauen, sondern nur bei Männern und auch nur bei Vater und Sohn verwendet. Wenn zwei andere Personen gleichen Namens unterschieden werden sollen, wird meistens keine Abkürzung, sondern wie im Deutschen junior und senior (meistens aus- und kleingeschrieben) verwendet.
Im Unterschied dazu wird der II (2nd) oder der III (3rd) (ohne Punkt am Ende) usw. meistens angeführt, wenn der Namensvetter nicht der Sohn bzw. selten die Tochter, eines vorgängigen Trägers, also z. B. Onkel, Großvater usw. gleichen Namens in der Familie ist.

#### Französisch
- l’ancien, le vieux oder aîné, auch père (beim Vater)
- le jeune, auch fils (beim Sohn)

#### Portugiesisch
- Filho, meist nur für den Sohn, meist kein Namenszusatz für den Vater
- Pai, selten für den Vater
- Neto, für den Enkel, um ihn vom gleichnamigen Großvater zu unterscheiden

In Brasilien (brasilianisches Portugiesisch) sind folgende Formen üblich:
- Sênior (Sr.), Pai, Primeiro (I)
- Júnior (Jr.), Filho (F°.) oder Segundo (II)
- Neto, Terceiro (III)

Beispiele für Brasilien:
- Dom Pedro I, Dom Pedro II
- Sênior Ferrari, Júnior Ferrari
- ACM Pai, ACM Filho, ACM Neto

## Reihenfolge von Namenszusätzen
Verfügt eine Person über mehrere Namenszusätze, wird in Österreich folgende Abfolge vorgeschlagen: Zuerst gewählte Funktionen, dann erworbene Titel, wobei Funktionstitel vor Amtstitel und anschließend Berufstitel genannt werden, dann Standesbezeichnungen, schließlich akademische Grade vor bzw. nach dem Namen. Die Anrede erfolgt entweder mit dem höchsten Titel, oder mit dem der jeweiligen Situation angemessensten.
Beispiel: Abgeordneter zum Nationalrat Abteilungsleiter Hofrat Ing. Dr. Max Mustermann M.Sc.

## Geographie

### Städte
Städte können sich einen Namenszusatz (Beinamen) verleihen oder verleihen lassen. Dies sind vor allem Orte mit Heilbädern, die den Zusatz Bad tragen, aber auch Hansestädte.
Zusätzlich tragen Städte auch Namenszusätze, die zur Unterscheidung mit namensgleichen Städten auf die geographische Lage hindeuten, z. B. Frankfurt am Main und Frankfurt (Oder).
Andere Städte haben Zusätze, die auf historische Gegebenheiten oder Personen, die dort gelebt haben verweisen, etwa die Lutherstadt Wittenberg.

### Geographische Bezeichnungen
In vielen Sprachen wird dem Namen von geographischen Bezeichnungen das Wort für Berg, Fluss, Stadt, See und so weiter vorangestellt oder angehängt, wobei im britischen Englisch der Zusatz vor dem Namen steht, im amerikanischen Englisch jedoch meist angehängt wird:
- Bodensee
- Fluvius Rhenus
- Loch Ness
- Mount Everest
- Ohio River
- River Brent

In einigen Ländern ist es üblich, an Orte zur Unterscheidung den Namen des Bundesstaates, der Provinz, der Präfektur oder dergleichen anzuhängen:
- Biel VS
- Mihama (Wakayama)
- Münster in Westfalen
- Neustadt am Rübenberge
- Paris (Texas)
- Winnipeg, MB